# 新门 (米兰)
45°28′47.6″N 9°11′33.23″E / 45.479889°N 9.1925639°E
新门(Porta Nuova) 是意大利米兰的一座城门，也指城门周边的城区。是米蘭在經濟方面的主要商業區之一，新门現在是意大利高科技和國際化程度最高的地區之一，擁有該國最高的摩天大樓：聯合信貸大廈。

## 歷史

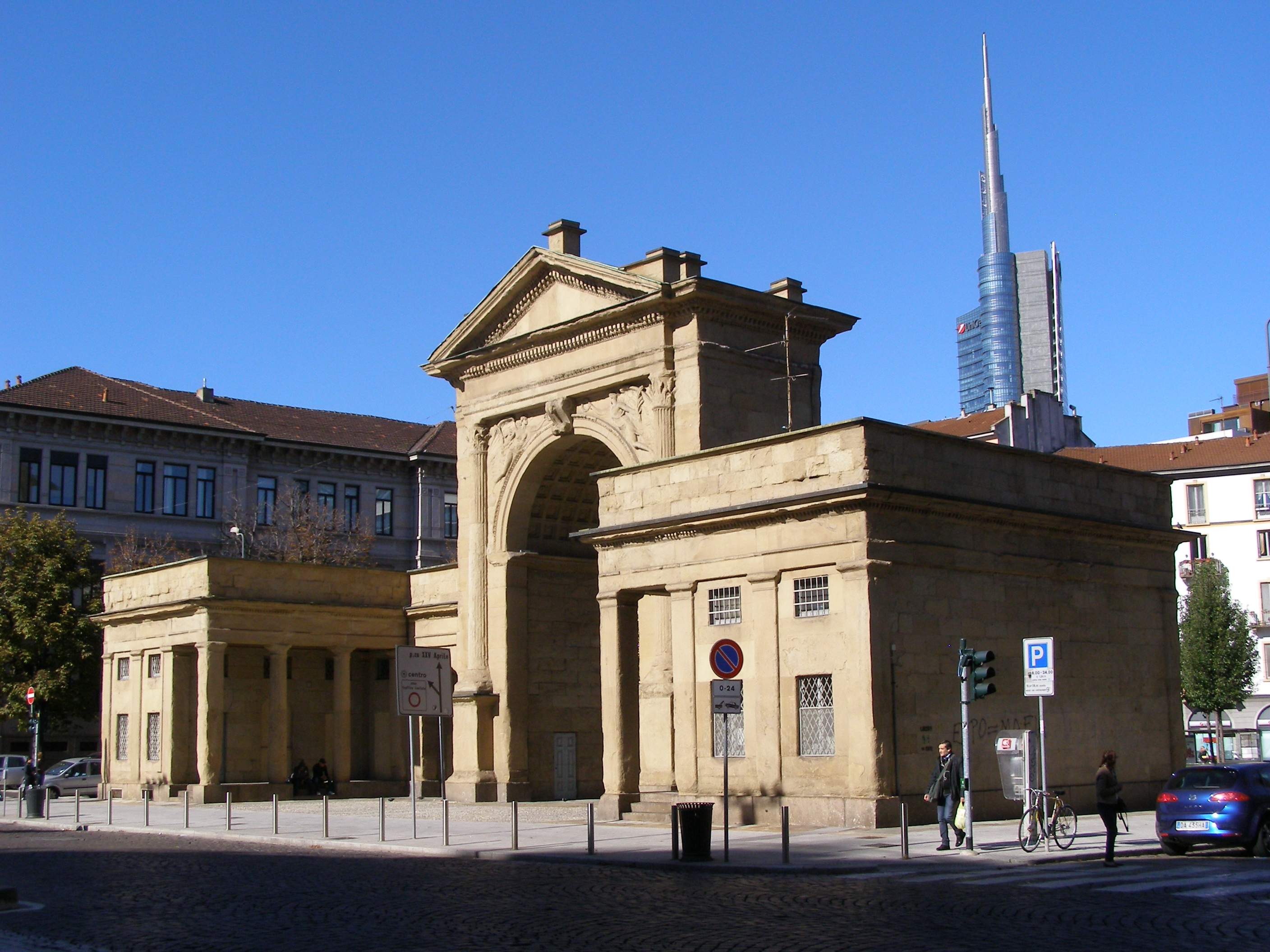
新门

新门兴建于1810-1813年的拿破仑时期，位于起源于古罗马时代，连接米兰和北面的布里安扎工业区的道路上。其风格为爱奥尼柱式的凯旋门。它的材料是易碎的砂岩，因此其装饰已随着时间的推移而退化。
新門在2017年的地區GDP為4000億歐元，使其成為歐洲任何城市中最富有的地區。新門擁有許多地區性乃至全球性的總部，佔意大利所有機構和企業集團的4％，而米蘭擁有所有這些業務的40％，米蘭的倫巴第大區擁有其中的53％。該地區的工業化程度也大大提高。共有三家財富500強公司位於新門，包括阿爾法羅密歐，倍耐力和Techint。還有許多其他重要公司均在新門，包括奢侈品牌范思哲和意大利足球巨頭國際米蘭。 
作為吸引國內和國際企業的一部分，米蘭將在2019年提供多種免稅或統一稅收服務，這將在Porta Nuova地區啟動。這也是對英國脫歐後從英國獲得數個歐盟機構並防止可能的經濟後果的綜合反應。

## 新门项目

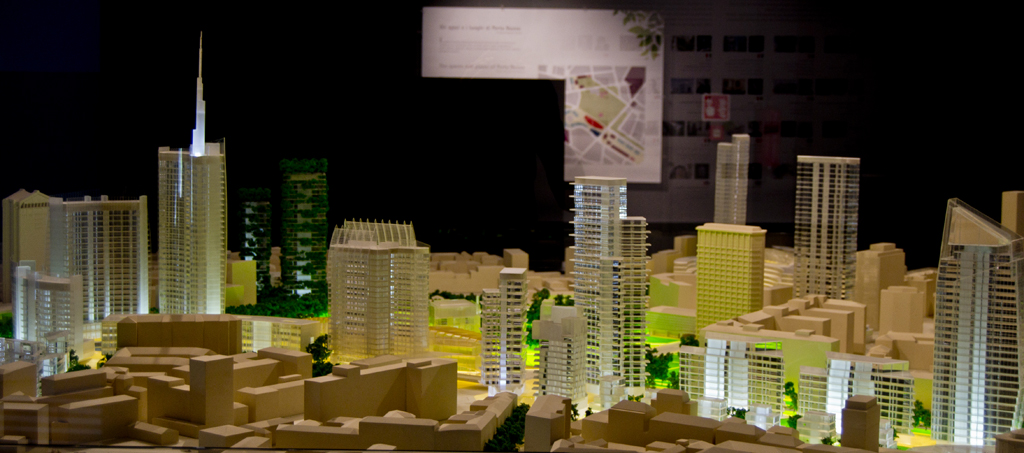
模型

经过长时间的衰败之后，该区正经历大规模的重建，称为“新门项目”。该项目包括若干现代高层建筑，文化中心，以及一个大型城市公园。新门区将与毗邻的Centro Direzionale区整合，后者为米兰历史最悠久的商务区，其特征是二十世纪五六十年代的塔楼，其中有许多为政府部门和其他主要的公营或私营公司使用。
该项目涉及的街区包括伊索拉、Varesine和加里波第门。在2009年开始建设，计划于2014年竣工。 
参加该项目的著名建筑，如西萨·佩里、斯特凡诺·博埃里和尼古拉斯·格雷姆肖。重建区从加里波第门火车站到共和国广场，从新门到伦巴第宫。
该项目于2004年获批准，包括总面积约340000m2，分为3个部分：
- 新加里波第门
- 新Varesine门
- 新伊索拉门